# Luca Dalla Costa
Luca Dalla Costa (Hasselt, 8 februari 2007) is een Belgisch voetballer die onder contract ligt bij KAS Eupen.

## Clubcarrière
Dalla Costa begon zijn jeugdopleiding bij STVV. Later stapte hij over naar KVC Westerlo, dat hem na verloop van tijd wegstuurde. In 2019 sloot hij zich aan bij de jeugdopleiding van KAS Eupen. Daar ondertekende hij in maart 2023 een contract dat hem tot medio 2025 aan de club verbond.
Op 24 augustus 2024 maakte Dalla Costa zijn debuut in het nationale voetbal met de beloftenploeg van Eupen, die in het seizoen 2024/25 instroomde in de Tweede afdeling. Dalla Costa maakte in het 1-1-gelijkspel tegen Union Hutoise het allereerste doelpunt van de Eupen-beloften in de nationale reeksen. Op 19 oktober 2024 maakte Dalla Costa zijn officiële debuut voor het eerste elftal van Eupen: in de competitiewedstrijd tegen Lommel SK (1-1-gelijkspel) liet trainer Mersad Selimbegović hem in de 86e minuut invallen voor Amadou Keita. Elf dagen later kreeg hij in de bekerwedstrijd tegen Union Sint-Gillis (0-3-nederlaag) zijn eerste basisplaats bij de hoofdmacht van Eupen.

## Clubstatistieken
| Seizoen         | Club            | Land            | Competitie           | Competitie | Competitie | Beker | Beker | Supercup | Supercup | Europees | Europees | Totaal | Totaal |
| Seizoen         | Club            | Land            | Competitie           | Wed.       | Dlp.       | Wed.  | Dlp.  | Wed.     | Dlp.     | Wed.     | Dlp.     | Wed.   | Dlp.   |
| --------------- | --------------- | --------------- | -------------------- | ---------- | ---------- | ----- | ----- | -------- | -------- | -------- | -------- | ------ | ------ |
| 2024/25         | KAS Eupen U23   | Vlag van België | Tweede afdeling ACFF | 7          | 2          | —     | —     | —        | —        | —        | —        | 7      | 2      |
| 2024/25         | KAS Eupen       | Vlag van België | Eerste klasse B      | 8          | 0          | 1     | 0     | —        | —        | —        | —        | 9      | 0      |
| Carrière totaal | Carrière totaal | Carrière totaal | Carrière totaal      | 15         | 2          | 1     | 0     | 0        | 0        | 0        | 0        | 16     | 2      |

Bijgewerkt op 18 februari 2025.
1 Moser ·
2 Van Genechten ·
3 Davidson ·
4 Baiye ·
7 Nuhu ·
8 Peeters ·
9 Prevljak ·
10 Charles-Cook ·
11 N'Dri ·
13 S. Keita ·
14 Deom ·
15 Magnée ·
17 Bitumazala ·
18 A. Keita ·
20 Magee ·
23 Christie-Davis ·
24 Wakaso ·
28 Paeshuyse ·
29 Alloh ·
30 Gorenc ·
33 Nurudeen ·
35 Lambert ·
47 Offermann ·
77 Oger ·
99 Roufosse ·
Coach: Still